# La neve di Hisui
La neve di Hisui (雪ほどきし二藍?, Yuki hodo kishi futaai) è una serie original net anime prodotta da The Pokémon Company e creata da Wit Studio nel 2022. L'opera è composta da tre episodi della durata di 6-12 minuti ed è stata distribuita tra il 18 maggio e il 22 luglio 2022 sulle piattaforme online Pokémon TV e YouTube.
La serie si svolge nella regione di Hisui del mondo Pokémon, che è il modo in cui era chiamata in passato la regione di Sinnoh, quando ancora non esistevano allenatori di Pokémon. La neve di Hisui è una storia ambientata durante questo periodo, quando le relazioni tra umani e Pokémon erano molto diverse, e più conflittuali, rispetto ai tempi moderni. A bordo di una barca diretta nella regione di Hisui, il protagonista Alec ricorda la prima volta che suo padre lo portò lì. Nell'arco di tre episodi, La neve di Hisui entra nei dettagli sulle esperienze passate di Alec.

## Episodi
| Nº | Titolo italiano Giapponese 「Kanji」 - Rōmaji                        | In onda        | In onda        |
| Nº | Titolo italiano Giapponese 「Kanji」 - Rōmaji                        | Giapponese     | Italiano       |
| 1  | Nel gelido blu 「青き踏む」 - Aoki fumu                              | 18 maggio 2022 | 18 maggio 2022 |
| 2  | Riflessi impetuosi nella nave 「名残り雪、赤く」 - Nagoriyuki, akaku | 8 giugno 2022  | 8 giugno 2022  |
| 3  | Due sfumature 「二藍」 - Ni ai                                       | 22 giugno 2022 | 22 giugno 2022 |

## Personaggi e cast
| Personaggio   | Doppiatore giapponese                    |
| ------------- | ---------------------------------------- |
| Alec          | Kōki Uchiyama, Rie Kugimiya (da giovane) |
| Padre di Alec | Rikiya Koyama                            |
| Zorua         | Rikako Aikawa                            |
| Cyllene       | Romi Park                                |
| Garchomp      | Shinnosuke Ogami                         |